# Elezioni presidenziali in Serbia del 2017
Le elezioni presidenziali in Serbia del 2017 si tennero il 2 aprile; videro la vittoria di Aleksandar Vučić, esponente del Partito Progressista Serbo e Primo ministro in carica, che ottenne il 55,06% dei voti al primo turno.

## Risultati
| Aleksandar Vučić   | Partito Progressista Serbo              | 2 012 788 | 55,08 |  |  |  |  |  |
| Saša Janković      | Indipendente                            | 597 728   | 16,36 |  |  |  |  |  |
| Luka Maksimović    | Indipendente                            | 344 498   | 9,43  |  |  |  |  |  |
| Vuk Jeremić        | Indipendente                            | 206 676   | 5,66  |  |  |  |  |  |
| Vojislav Šešelj    | Partito Radicale Serbo                  | 163 802   | 4,48  |  |  |  |  |  |
| Boško Obradović    | Dveri                                   | 83 523    | 2,29  |  |  |  |  |  |
| Saša Radulović     | Dosta je bilo                           | 51 651    | 1,41  |  |  |  |  |  |
| Milan Stamatović   | Indipendente                            | 42 193    | 1,15  |  |  |  |  |  |
| Nenad Čanak        | Lega dei Socialdemocratici di Voivodina | 41 070    | 1,12  |  |  |  |  |  |
| Aleksandar Popović | Partito Democratico di Serbia           | 38 167    | 1,04  |  |  |  |  |  |
| Miroslav Parović   | NSP                                     | 11 540    | 0,32  |  |  |  |  |  |
| Voti non validi    | Voti non validi                         | 60 378    | 1,65  |  |  |  |  |  |
| Totale             | Totale                                  | 3 654 014 | 100   |  |  |  |  |  |
|                    |                                         |           |       |  |  |  |  |  |
| Elettori           | Elettori                                | 6 724 949 |       |  |  |  |  |  |